# Серп и Молот (Владимирская область)
Серп и Мо́лот — посёлок в Кольчугинском районе Владимирской области России, входит в состав Ильинского сельского поселения.

## География
Посёлок расположен в 5 км на юго-восток от центра поселения посёлка Большевик, в 10 км на северо-восток от районного центра города Кольчугино.

## История
Возник после Великой Отечественной войны как посёлок отделения «Серп и Молот» совхоза «Большевик», входил в состав Лычёвского сельсовета Кольчугинского района, с 2005 года — в составе Ильинского сельского поселения.

## Население
| 2002 | 2010 | 2021 |
| ---- | ---- | ---- |
| 112  | ↗142 | ↘100 |